# 이장우 (1967년)
이장우(李莊雨, 1967년 7월 20일~)는 대한민국의 의료노동자 겸 노동운동가이다.

## 생애
1967년에 대한민국 경상북도 영천군에서 태어났다. 2003년에 보건의료노조 울산경남본부장을 맡았고 2006년에 공공운수연맹 전국의료연대노조 위원장과 2007년에 공공운수연맹 공공노조 수석부위원장을 맡았으며 2019년에 공공운수노조 울산지역본부 본부장, 2021년부터는 노동당 울산광역시당 위원장을 맡고 있다.
2022년 지방선거에서 울산광역시 동구제2선거구에 울산광역시의회 의원으로 출마하여 울산광역시 진보단일후보와 민주노총 후보로 확정되었으나 이후 낙선하였다.
2024년 국회의원 선거에서 울산광역시 동구에 출마하였고 노동자 후보 단일화를 거쳐 민주노총 울산광역시 동구 지역 노동조합 대표자들의 지지를 받아 민주노총 후보로 확정되었다. 본 선거에서는 8.90%의 득표율을 기록하면서 3위로 낙선했다.

## 역대 선거 결과
|  | 17.59% |

|  | 8.90% |